# 32044 Lakmazaheri
32044 Lakmazaheri è un asteroide della fascia principale. Scoperto nel 2000, presenta un'orbita caratterizzata da un semiasse maggiore pari a 2,2745165 UA e da un'eccentricità di 0,1976658, inclinata di 3,20349° rispetto all'eclittica.